# Odeon Records
Odeon Records era una etiqueta de disc fundada per Max Strauss i Heinrich Zunz a Berlín, Alemanya. Se li posava el nom d'un teatre famós a París, la cúpula clàssica del qual apareix a l'etiqueta de disc d'Odeon.
El 1904 Odeon llança els primers discs de gramòfons de manera doble estats. Es convertia en una filial de la Carl Lindström Company que també tenia Beka Records, Parlophone i Fonotipia. Lindstrom era adquirit per l'anglès Columbia Graphophone Company el 1926. El 1931 Columbia es fusionava amb Electrola, HMV i unes altres etiquetes per formar EMI. El 1936 el director es forçava a retirar-se i es canviava pel Dr. Kepler, un membre nazi. Quan l'exèrcit Roig Soviètic ocupava Berlín el 1945 destruïa la majoria de la factoria d'Odeon. A Espanya, Argentina i Brasil l'etiqueta sobreviu com a filial d'EMI fins que la venda de la majoria de propietats d'EMI a l'antic rival Universal Music Group el setembre de 2012, Universal va conservar el dret de reeditar els catàlegs de postguerra d'Odeon japonesos, llatinoamericans, alemanys i europeus, mentre que Warner Music Group va adquirir els drets de la resta d'EMI el febrer de 2013 i amb això, les reedicions dels llançaments francesos, escandinaus, espanyols i de la majoria d'altres europees d'Odeon, per complir amb les condicions de desinversió de la Comissió Europea.